# Lliri de mar
|  | Aquest article tracta sobre la planta. Vegeu-ne altres significats a «Lliri de mar (crinoïdeu)». |

El lliri de mar, lliri de marines, lliri de platja, nadaleta de mar o lliri de santa Cristina (Pancratium maritimum) és una planta de la família de les amaril·lidàcies, Amaryllidaceae.

## Hàbitat
El lliri de mar és una espècie halòfita, que prospera amb la sal i psammòfila (amiga de la sorra), que viu als sorrals litorals del Mediterrani, preferentment a la zona posterior de la duna.

## Descripció

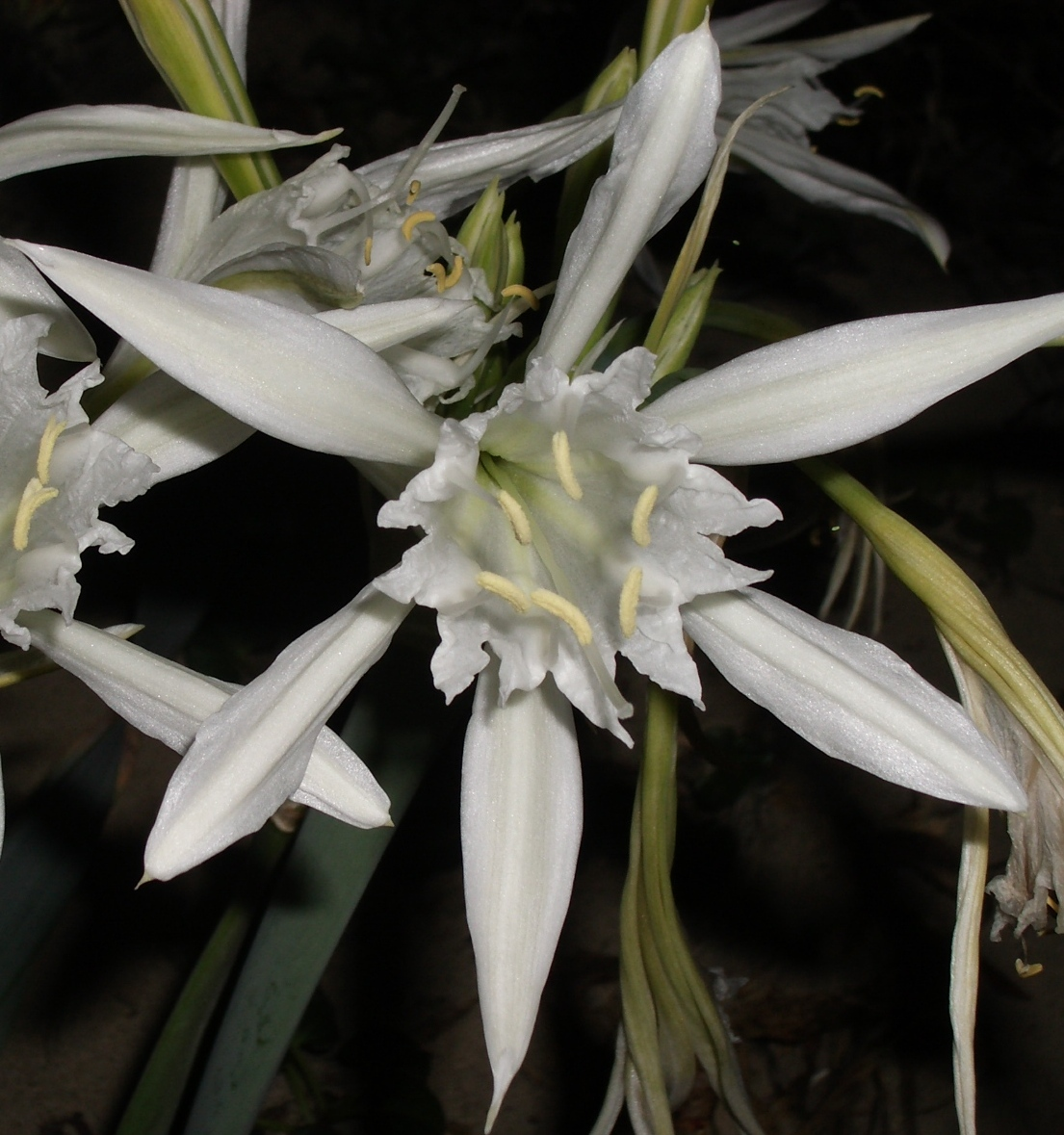
Flor del lliri de mar (Toscana, Itàlia).

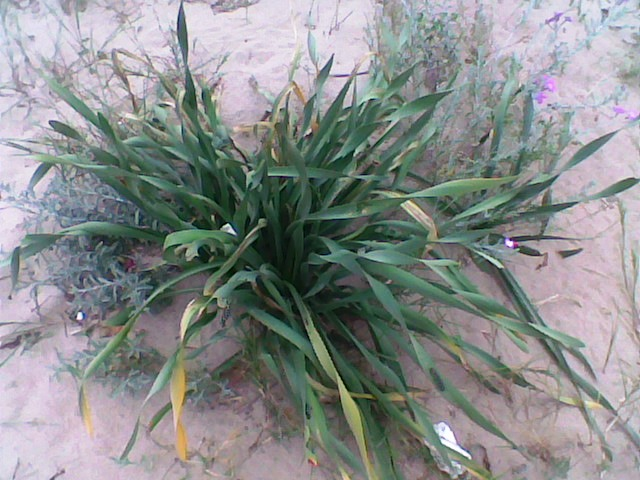
fulles del lliri de mar (Platja de Xeraco, Safor).

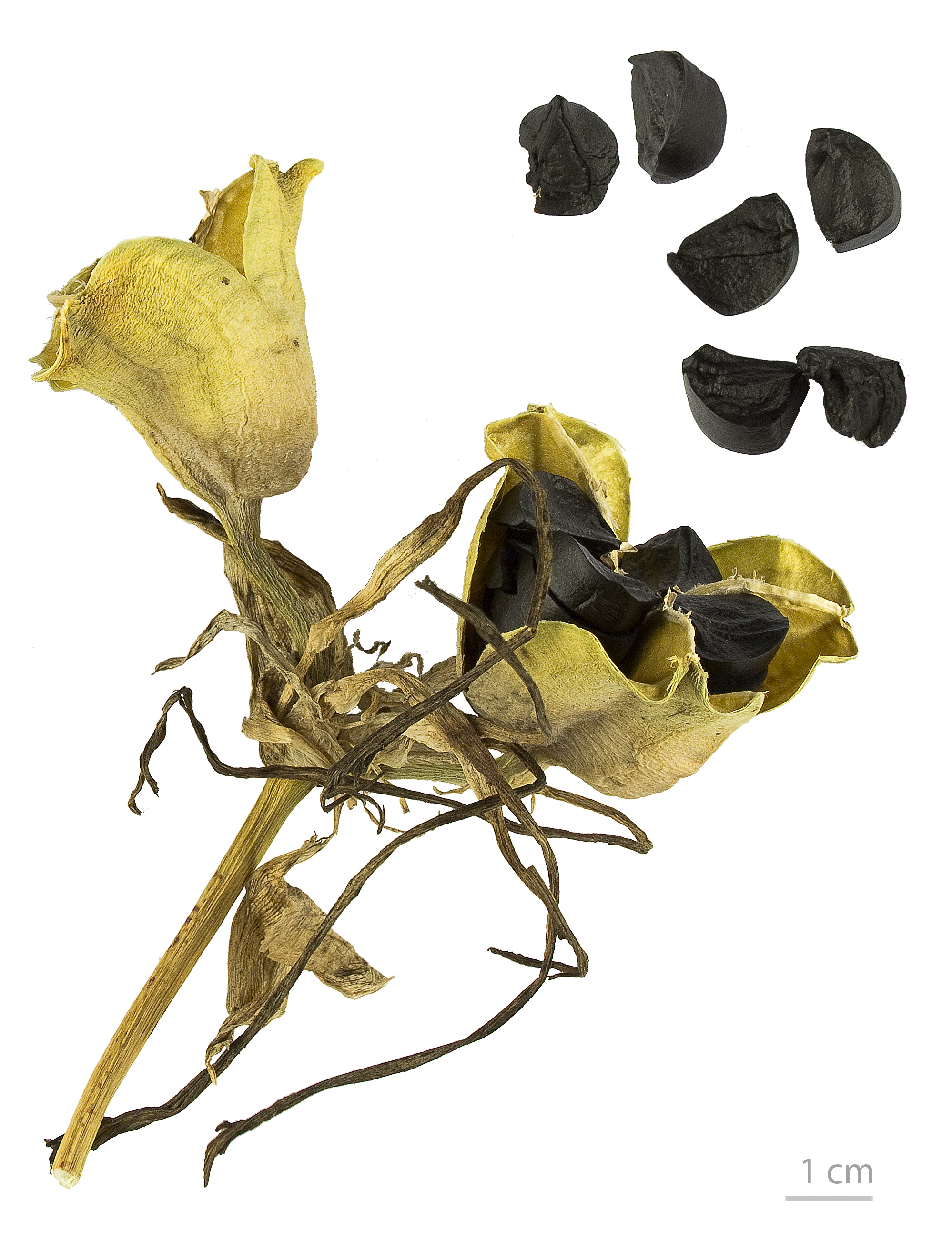
Pancratium maritimum

És una planta bulbosa, amb el bulb soterrat a la sorra, gros, d'entre 5 i 8 centímetres. Del bulb, neixen fulles en forma de cinta de 10 a 20 mm d'ample, de color verd glauc.
La tija que neix del bulb és una mica més petita que les fulles. A l'extrem, surten les flors, normalment de 4 a 12 mm, de color blanc i de forma d'embut. Floreix a l'estiu.
El fruit és una càpsula grossa amb moltes llavors negres.
Quan s'acaba el dia, desprèn una olor agradable.